# Џил Бајден
Џил Трејси Џејкобс Бајден (енгл. Jill Tracy Jacobs Biden; Хамонтон, 3. јун 1951) америчка је просветна радница. Од 2021. до 2025. била је на месту прве даме САД као супруга Џоа Бајдена. Између 2009. и 2017. била је друга дама САД када јој је супруг вршио дужност потпредседника САД.

## Биографија
Рођена је 3. јуна 1951. у Хамонтону. Најстарија је од пет сестара. Отац јој је радио као банкарски благајник и био део Америчке ратне морнарице током Другог светског рата. Отац јој је био Италијан чија је породица пребегла са Сицилије, а након чега су променили презиме из Џијакопо у Џејкобс. Мајка јој је била домаћица, чији су преци били Енглези и Шкоти. Пре брака са Џоом Баједном с којим има једну ћерку, била је у браку са Билом Стивенсоном.